# Ойронду
Ойронду (кирг. Ойронду) — село в Панфиловском районе Чуйской области Кыргызстана. Входит в состав Первомайского аильного округа. Код СОАТЕ — 41708 219 855 04 0.

## География
Село расположено в северо-западной части области, вблизи государственной границы с Казахстаном, на правом берегу одноимённой реки, на расстоянии приблизительно 18 километров (по прямой) к северо-северо-западу (NNW) от города Каинды, административного центра района. Абсолютная высота — 626 метров над уровнем моря.

## Население
| год     | 2009 | 2014 | 2015 |
| ------- | ---- | ---- | ---- |
| человек | 425  | 445  | 459  |